# Редакционная политика
Редакцио́нная поли́тика — термин из области журналистики,
описывающий многоуровневый комплекс принципов и предписаний (преимущественно формальных), лежащих в основе организации работы редакции средства массовой информации (СМИ).
Обыкновенно, редакционная политика является некоторым практическим воплощением
постулатов редакционного устава, однако, в условиях изменчивости внешних обстоятельств, может корректироваться ответственным лицом (например, главным редактором).
Помимо формальной стороны, редакционная политика имеет нравственный аспект, выраженный в следовании моральным принципам, разделяемым редакторским составом
и сотрудниками редакции.

## Функции редакционной политики
Редакционная политика может определять:
- задачи СМИ и основные пути их достижения,
- специфику и тематическую направленность (или разнонаправленность) издания,
- принципы отбора и источников информации и проверки поступающих сведений,
- перечень тем, требующих согласования с руководством редакции (обычно, неформальный),
- основные условия селекции готового материала,
- принципы, применяемые при подаче информации.

Кроме того, неотъемлемой и важнейшей частью редакционной политики является «кодекс корпоративной этики», охватывающий широкий перечень проблем, таких как вопросы взаимодействия с представителями иных СМИ, органами государственной власти, общественными институтами и потребителями информационного продукта.

## Плюсы редакционной политики
В условиях ограниченности кадровых и производственных ресурсов, структурирующая роль редакционной политики является фактором оптимизации деятельности, а также инструментом определения целей и доступных методов работы.